# Nationale Universiteit van Ierland, Dublin

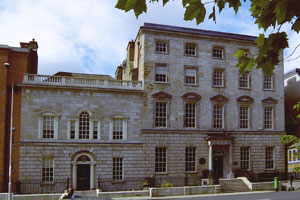
Het Newman House, de eerste vestigingsplaats van de UCD

University College Dublin (UCD) is een universitaire instelling in Dublin in de Republiek Ierland. Sinds 1997 is de officiële naam Ollscoil na hÉireann, Baile Átha Cliath / National University of Ireland, Dublin (Nederlands: Nationale Universiteit van Ierland), maar in de praktijk wordt nog steeds de oude naam gehanteerd.
University College Dublin blijft een onafhankelijke universiteit binnen de associatie van de Nationale Universiteit van Ierland.

## Geschiedenis
Van oudsher kende Dublin een universiteit, Dublin University, bekend onder de naam van het enige college: Trinity College. Trinity werd door de meeste Ieren gezien als een Engelse, protestantse instelling die niet openstond voor katholieken. In de negentiende eeuw was er sprake van een katholieke emancipatie. Wetten die katholieken achterstelden verdwenen langzaam, er ontstond ook behoefte aan een katholieke elite. Dat leidde in 1854 tot de oprichting van de Katholieke Universiteit van Ierland.
De nieuwe universiteit werd echter niet als zodanig erkend, en kon daardoor geen erkende graden verlenen. Dat werd pas anders toen in 1880 de Royal University of Ireland werd gesticht. Deze nieuwe universiteit liet ook de studenten van de katholieke universiteit toe tot zijn examens, zodat deze via een omweg alsnog een academische graad konden behalen.
In 1908 werd de Royal University opgeheven en vervangen door de Nationale Universiteit van Ierland. De oude katholieke universiteit werd als University College Dublin een van de drie colleges van deze nieuwe universiteitsassociatie.

## Tegenwoordig
UCD is tegenwoordig de grootste universitaire instelling in Ierland. De universiteit heeft meer dan 20.000 studenten. Naast een aantal klassieke gebouwen in het centrum van Dublin, met name aan St. Stephen's Green, beschikt de universiteit over een campus in het stadsdeel Belfield.
Internationaal werkt de instelling samen met andere Europese ingenieursonderzoeksinstellingen in het kader van het universitair CESAER samenwerkingsverband.

## Trivia
De universiteit heeft een eigen voetbalteam dat als enige universitaire ploeg in Europa in de hoogste klasse van het land speelt.
Auckland · 
Birmingham · 
British Columbia (UBC) · 
Delhi ·
Dublin (UCD) · 
Edinburgh · 
Fudan · 
Glasgow · 
Hongkong · 
Korea · 
Lund · 
McGill · 
Melbourne · 
ITESM · 
New South Wales (UNSW) · 
Nottingham · 
Shanghai Jiao Tong (SJTU) · 
Queensland · 
NUS · 
Virginia · 
Waseda
Albanië: Universiteit van Tirana, Technische Hogeschool van Tirana · 
België: Vrije Universiteit Brussel, Université libre de Bruxelles · 
Bulgarije: Sofia Universiteit St. Kliment Ohridski · 
Cyprus: Universiteit van Cyprus · 
Duitsland: Vrije Universiteit Berlijn, Humboldtuniversiteit · 
Denemarken: Universiteit van Kopenhagen · 
Estland: Technische Universiteit Tallinn, Universiteit van Tallinn · 
Finland: Universiteit van Helsinki · 
Frankrijk: Sorbonne Université, Université Sorbonne-Nouvelle, Universiteit Paris-Dauphine ·
Griekenland: Universiteit van Athene · 
Hongarije: Loránd Eötvös-universiteit · 
Ierland: Nationale Universiteit van Ierland, Dublin · 
Italië: Universiteit Sapienza Rome, Universiteit van Rome Tor Vergata, Roma Tre-universiteit · 
Kroatië: Universiteit van Zagreb · 
Letland: Universiteit van Letland · 
Litouwen: Universiteit van Vilnius · 
Nederland: Universiteit van Amsterdam · 
Noord-Macedonië: Universiteit van Skopje · 
Noorwegen: Universiteit van Oslo · 
Oostenrijk: Universiteit van Wenen · 
Polen: Universiteit van Warschau · 
Portugal: Universiteit van Lissabon · 
Roemenië: Universiteit van Boekarest · 
Rusland: Staatsuniversiteit van Moskou · 
Slowakije: Comenius Universiteit Bratislava · 
Slovenië: Universiteit van Ljubljana · 
Spanje: Autonome Universiteit van Madrid, Complutense-universiteit van Madrid · 
Tsjechië: Karelsuniversiteit Praag · 
Verenigd Koninkrijk: University College London · 
IJsland: Universiteit van IJsland · 
Zweden: Universiteit van Stockholm · 
Zwitserland: Universiteit van Lausanne
Aalborg ·
Aken ·
Barcelona ·
Belgrado · 
Berlijn · 
Boedapest · 
Boekarest · 
Braunschweig · 
Brno ·
Darmstadt ·
Delft ·
Dresden ·
Dublin ·
Enschede · 
Gdańsk · 
Gent ·
Glasgow · 
Göteborg ·
Graz ·
Grenoble ·
Guildford · 
Haifa ·
Hannover ·
Helsinki ·
Istanboel ·
Karlsruhe ·
Kaunas ·
Lausanne ·
Leuven ·
Lissabon ·
Lissabon NOVA ·
Louvain-la-Neuve ·
Lund · 
Lyon ·
Madrid ·
Milaan ·
Parijs-Saclay ·
Parijs ParisTech ·
Porto ·
Poznań ·
Praag ·
Riga ·
Sheffield · 
Stockholm ·
Stuttgart ·
Tallinn ·
Tomsk ·
Trondheim ·
Turijn ·
Valencia ·
Warschau ·
Wenen ·
Zürich